# Flaxenvik
Flaxenvik är en ort vid Åkersberga i Österåkers kommun i Stockholms län, belägen en knapp mil öster om Åkersberga centrum. Flaxenvik ligger vid vattnet, med öarna Mjölkö, Stora Älgö och Hästvilan några hundra meter utanför. Fram till 2015 räknades orten som en småort, varefter den växte samman med tätorten Åkersberga.
Tidigare har en stor del av Flaxenviks fastigheter bestått av fritidshus, men i takt med ökad inflyttning till kommunen har många tomter gjorts om till åretrunt-boende.
Ett par bryggor längs Flaxenviks kuststräcka används som förtöjning åt drygt 100 mindre fritidsbåtar tillhörande sommargäster på, i första hand, öarna Stora Älgö, Mjölkö, Ekholmen och Betsö.
Bland kända invånare märks radioprofilen Anders Timell som hyr det fritidshus hans föräldrar började hyra redan år 1965.

## Föreningar, urval
- Isättraviks Tomtägarförening / Båtklubb
- Flaxenviks Båtklubb
- Flaxenviks Tomtägarförening
- Flaxenviks Vägförening